# Chenac-Saint-Seurin-d'Uzet
Chenac-Saint-Seurin-d'Uzet är en kommun i departementet Charente-Maritime i regionen Nouvelle-Aquitaine i sydvästra Frankrike. Kommunen ligger  i kantonen Cozes som ligger i arrondissementet Saintes. År 2022 hade Chenac-Saint-Seurin-d'Uzet 595 invånare.

## Befolkningsutveckling
Antalet invånare i kommunen Chenac-Saint-Seurin-d'Uzet
Referens:INSEE